# Malcolm Fraser
John Malcolm Fraser (21. maj 1930 - 20. marts 2015) var en australsk politiker, som var Australiens 22. premierminister. Han kom til magten efter Whitlam-regeringen måtte gå af. Efter to enorme valgsejre og en stor succes med reformer, tabte han magten til Bob Hawke i 1983 og endte sin politiske karriere i dyb uenighed med sit eget konservative parti. 
Fraser var kendt som ultra-højreorienteret, og det afholdt tidligere premierministre fra at udnævne ham til ministerposter. Først i 1966 udnævntes han til minister for hæren af Harold Holt. Under John Gorton blev han undervisningsminister og i 1969 blev han forsvarsminister. Det var i samme periode, hvor Australien involverede sig i Vietnamkrigen, hvilket gav Fraser mange ridser i lakken.
I marts 1971 gik Fraser pludselig af i protest mod hvad han sagde var Gortons indblanding i hans ansvarsområde. Det førte til Gortons afgang og han blev erstattet af William McMahon. Under dennes ledelse kunne Francer igen blive undervisningsminister.
Da den borgerlige regering blev slået af Labor med Gough Whitlam i spidsen ved valget i 1974 blev Fraser forfremmet til at være en del af Billy Sneddens oppositionsledelse. Fraser mente dog, at Snedden var en svag leder, og nederlaget i 1974 styrkede denne holdning. I marts 1975 kuppede Fraser sig til magten og blev oppositionsleder på en politik om at bruge det konservative partis kontrol af Senatet til at tvinge Whitlam til at tage et valg så hurtigt som muligt.
I 1975 blev Whitlams regering rystet af en række skandaler, og Fraser udnyttede sit flertal i Senatet til at fremtvinge den såkaldte forfatningskrise, der tvang Governor-General Sir John Kerr, til at gribe ind og afskedige Whitlam den 11. november 1975. Herefter blev Fraser indsat som midlertidig premierminister, på trods af, at han havde et flertal imod sig i underhuset, House of Representatives.
Det liberale Parti vandt en kæmpe sejr, især pga. støtte fra medierne, med Rupert Murdochs aviser og stationer i spidsen. Valgsejren blev gentaget i 1977. Fraser brugte sin regeringsperiode til at afvikle nogle af Labors programmer, især på sundhedsområdet, hvor han afskaffede Medibank-systemet. Han skar kraftigt ned på de offentlige udgifter for at få styr på inflationen, men det gik samtidig meget hårdt ud over de sociale områder.
1. ↑  Navnet er anført på engelsk og stammer fra Wikidata hvor navnet endnu ikke findes på dansk.